# کایل برولوفسکی
کایل برولوفسکی، شخصیت کارتونی سریال تلویزیونی ساوت پارک است و معمولاً به خاطر یهودی بودن توسط اریک کارتمن مورد تمسخر قرار می‌گیرد.

## شخصیت
کایل بسیار باهوش و درس خوان است و از اریک کارتمن نفرت دارد و بهترین دوست استن مارش است.